# Nureddin Pasza

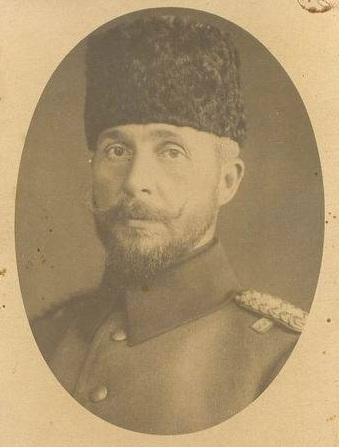
Nureddin Pasza

Nureddin Pasza (tur. Sakallı Nurettin Paşa; ur. 1873 w Bursie, zm. 1932) – turecki generał i polityk. Nacjonalista czerpiący z ideologii Młodoturków dążący do eksterminacji i wyparcia z Turcji mniejszości narodowych.

## Życiorys
Karierę wojskową rozpoczął w 1893 r. w Imperium Osmańskim, następnie walczył z Grecją w 1897 r. i w wojnach bałkańskich. Podczas I wojny światowej dowodził na froncie irackim.
Wojska pod jego dowództwem zasłynęły z przeprowadzania krwawych pacyfikacji miejscowości zamieszkiwanych przez Greków i Ormian w latach 1915–1917 (Rzeź Ormian) i w czasie likwidacji prowizorycznego państwa Greków pontyjskich.
W końcowej fazie wojny z Grecją 9 września 1922 r. zajął Smyrnę. Wbrew rozkazowi Mustafy Kemala Atatürka, nakazującemu oszczędzenie ludności cywilnej, w dzielnicach zamieszkiwanych przez Greków i Ormian doszło za pozwoleniem Nureddina Paszy do masakry i wielkiego, zorganizowanego przez armię turecką pożaru. Jest odpowiedzialny za brutalny mord na biskupie miasta Chryzostomie ze Smyrny.
W 1922 zorganizował porwanie liberalnego tureckiego polityka Ali Kemala Beya, który następnie został wydany tłumowi i brutalnie zamordowany.
W 1925 r. został na jedną kadencję deputowanym. Po wojnie znalazł się w obozie przeciwników Mustafy Kemala Atatürka, co skutkowało jego marginalizacją w życiu politycznym.